# Esporte Clube Cabo Branco
El Esporte Clube Cabo Branco es un Equipo/ Club de Futsal y otros Deportes del Barrio de Miramar o Cabo Branco, de la Ciudad de João Pessoa, en el Estado del Paraíba, en el Brasil. 

Fue un Equipo/ Club de Fútbol.  Jugaba en el Campeonato Paraibano de Fútbol desde 1914 hasta 1943.  Todavía, Juega en el Campeonato Paraibano de Futsal y la Taça Brasil de Futsal. 

## Títulos.
- Campeonato Paraibano de Fútbol.: 1915, 1918, 1920, 1924, 1926, 1927, 1929, 1931, 1932 y 1934.

- Datos: Q10275144